# Ferrovie argentine

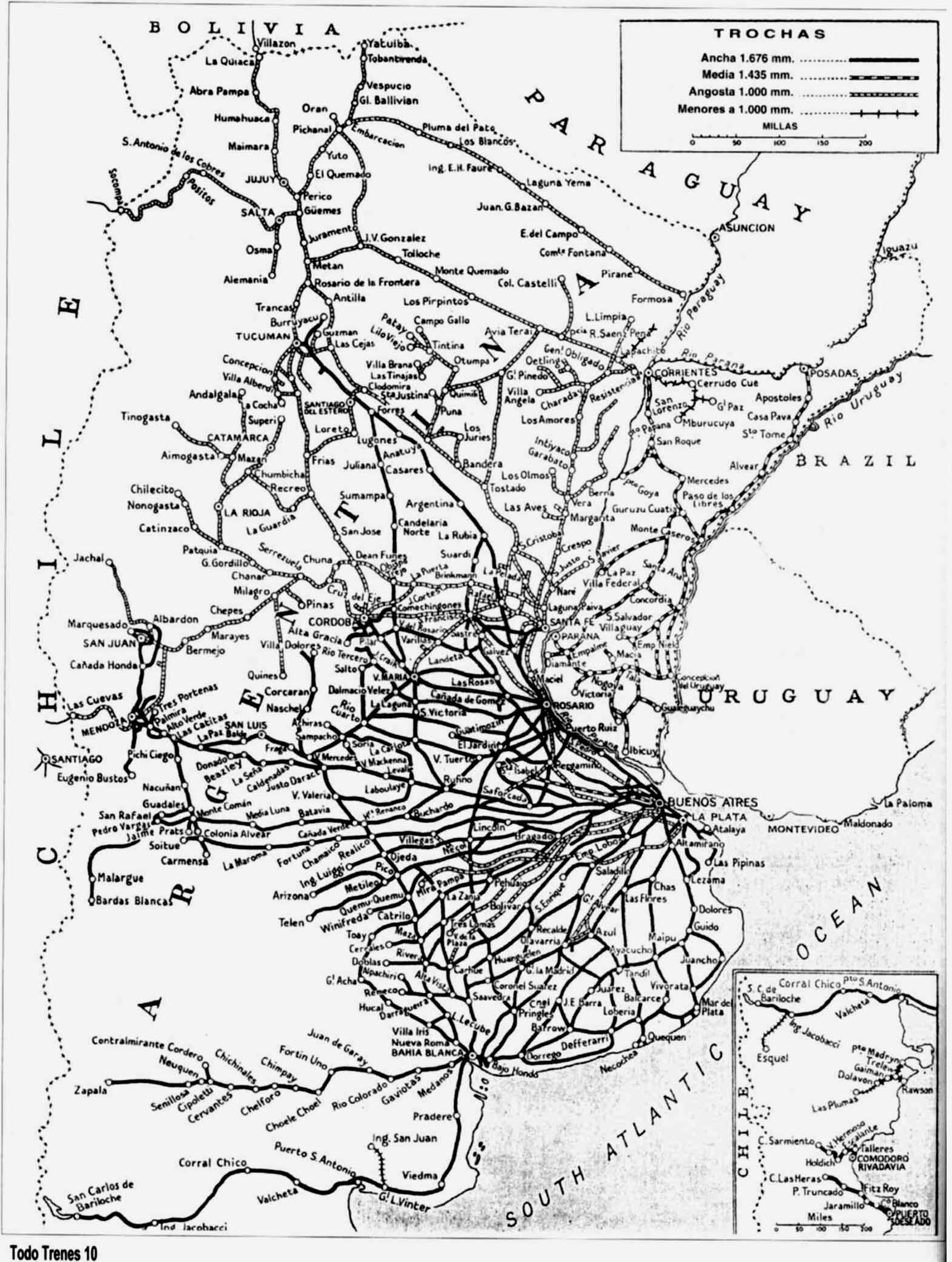
Carta delle rete ferroviaria argentina al momento della sua massima estensione(ca. 1960)

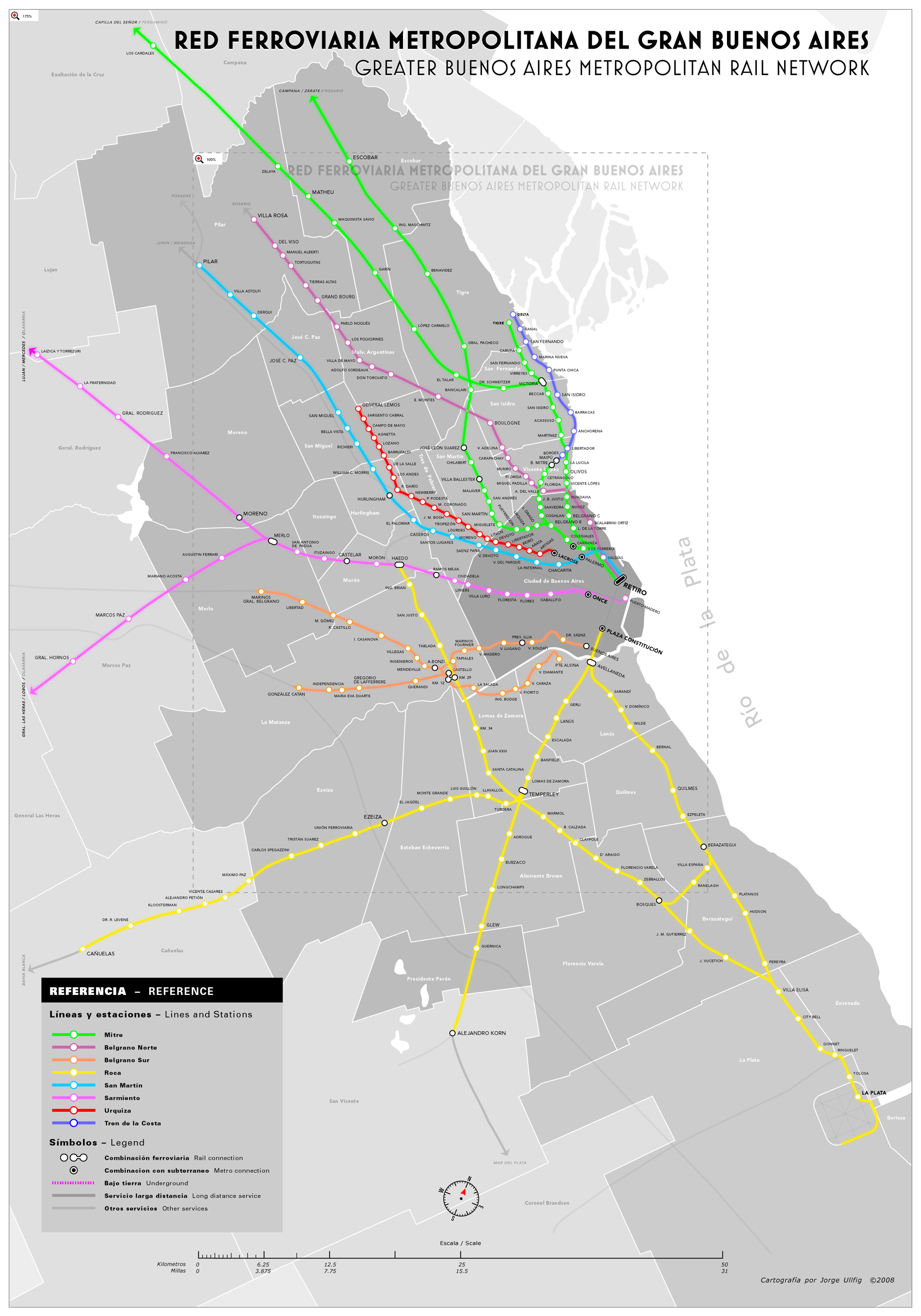
Rete ferroviaria metropolitana di Buenos Aires

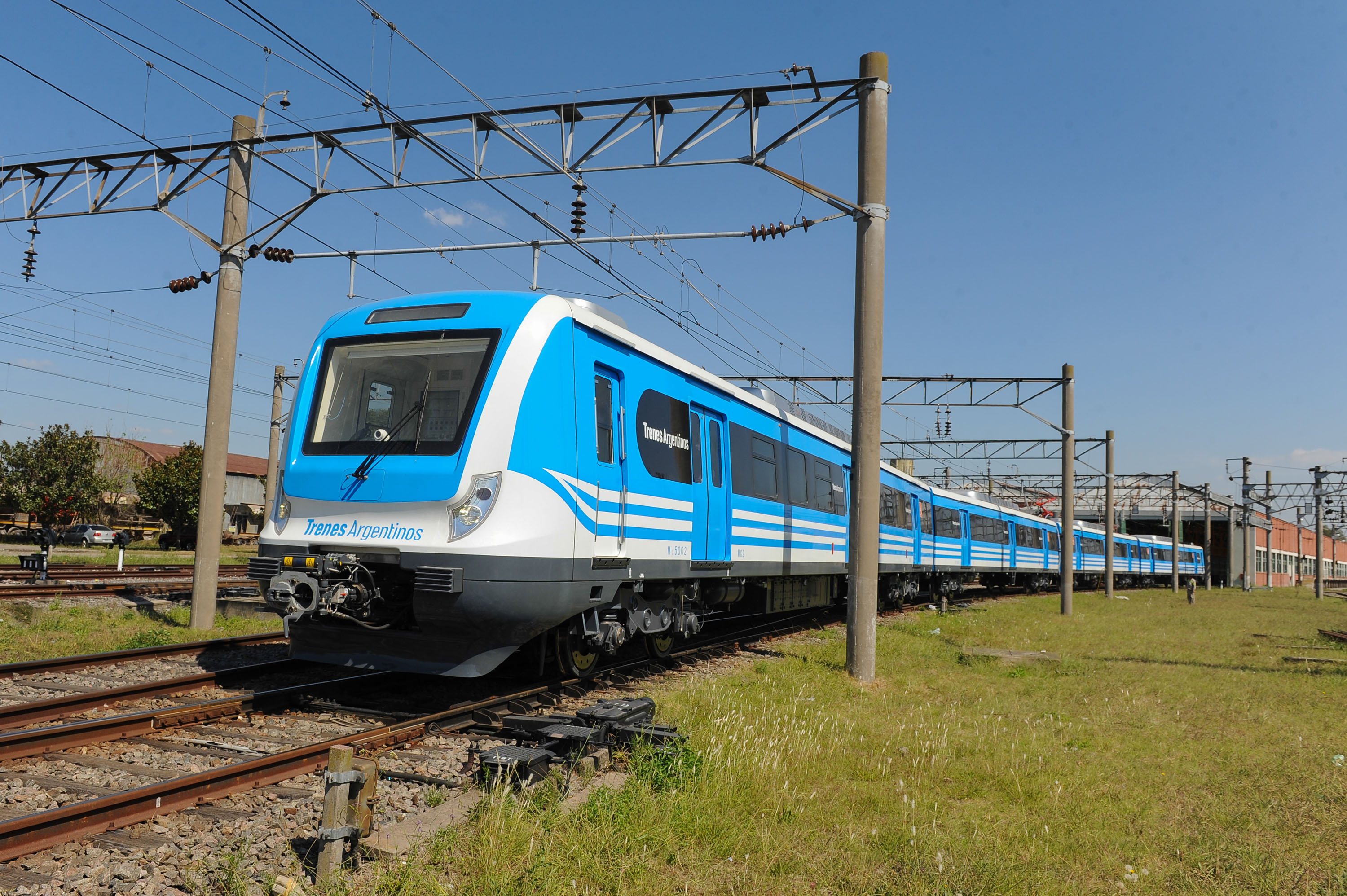
Servizio suburbano della Ferrovia General Roca

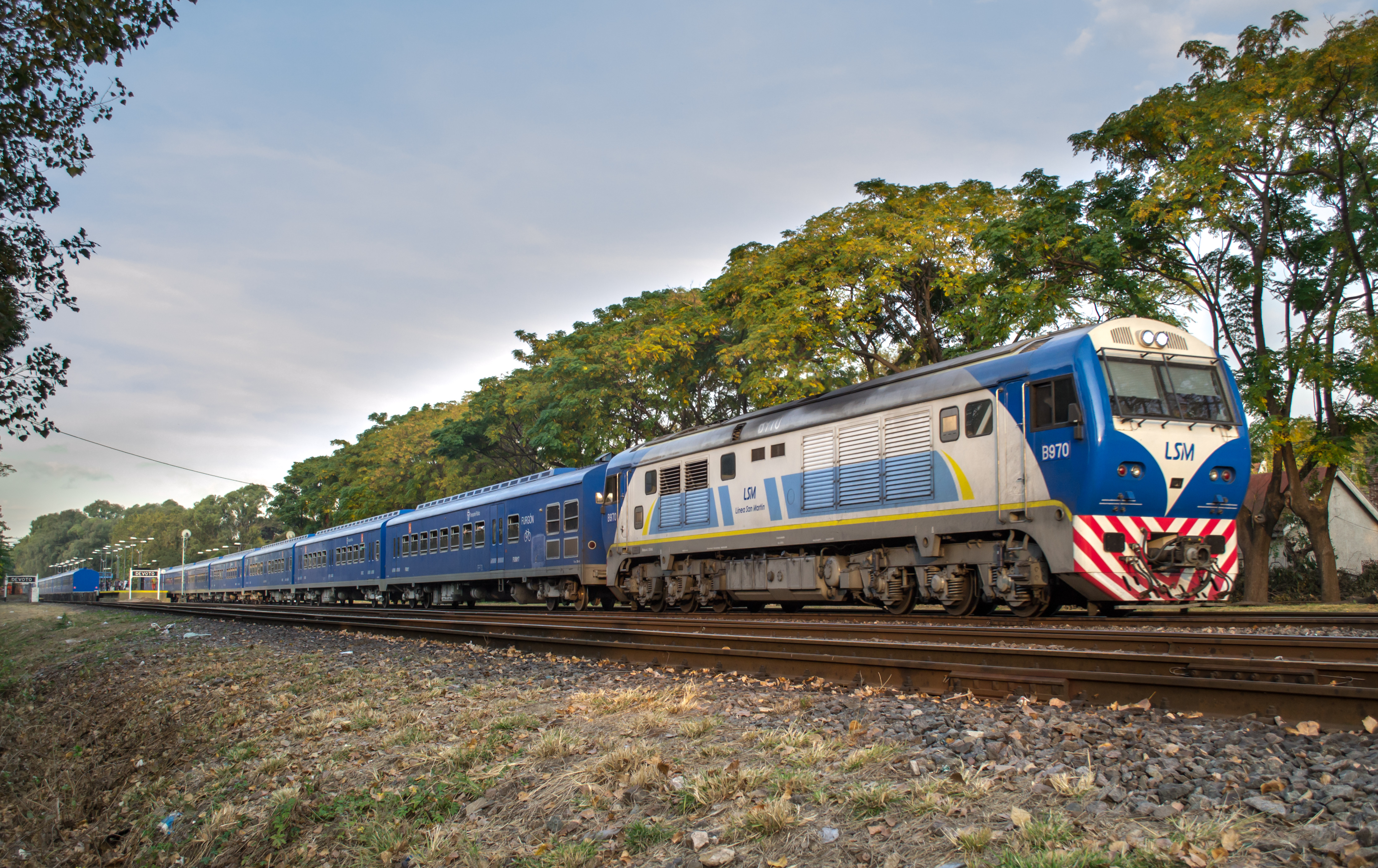
Locomotore CSR SDD7 della Linea San Martín

La rete ferroviaria argentina, con 34.059 km di linee è la più estesa dell'America Latina. Arrivò ad avere 47.000 km di linee, quindi una tra le più estese del mondo. Dato però lo sviluppo del trasporto su strada, l'estensione fu progressivamente ridotta.
Sono operative quattro relazioni internazionali con i cinque paesi confinanti (Paraguay, Bolivia, Cile, Brasile e Uruguay).
Lo sviluppo della rete fu promosso all'inizio da capitali argentini sommati ad investimenti prevalentemente inglesi e francesi.
Lo sviluppo fu soprattutto inteso a costituire un supporto logistico all'agricoltura e all'allevamento del bestiame nelle regioni delle Pampas e al successivo flusso verso la città ed i porti, in un modello economico, detto di agro-esportazione (1880-1930), basato appunto sulla esportazione diretta e quindi verso Buenos Aires, che restò il punto focale di linee radiali convergenti.
La rete così costituita non dava una copertura uniforme del territorio nelle zone non interessate dagli investimenti privati; fu costituita così, a cura della Impresa di Stato per le Ferrovie (Ferrocarriles del Estado), una rete alternativa detta “di sviluppo” (Ferrocarriles de fomento), che diverrà poi, sotto il nome di Ferrocarril General Belgrano, la parte più estesa e capillare della rete nazionale.

## Origine ed estensione della rete
L'origine della futura rete ferroviaria argentina ebbe inizio nel 1855, con la firma di sei differenti contratti tra imprese inglesi e lo stato argentino per la costruzione di ferrovie in territorio argentino.
Nel 1857 fu inaugurata la prima linea, che all'inizio apparteneva ad un gruppo definito delle Ferrovie dell'Ovest (Sociedad Camino de Hierro del Ferrocarril Oeste), basata sul finanziamento della provincia di Buenos Aires, che allora costituiva uno stato indipendente della Federazione argentina.
Il tratto originario misurava solo 9,8 km ed univa la stazione del Parque, situata dove ora è il Teatro Colón, al centro di Buenos Aires, con la stazione di Floresta. Questa linea costituì quello che poi fu definito il Ferrocarril Oeste de Buenos Aires, antenato della ferrovia Domingo Faustino Sarmiento.
Pochi anni dopo, nel 1862, una legge della provincia di Buenos Aires autorizzò il governatore a dare la concessione per la costruzione di una linea ferroviaria dall'interno del mercato di Constitución fino a Chascomús, con l'obbligo di estensione fino a Dolores. Il governo provinciale, che aveva condizionato la fissazione delle tariffe, si riservò comunque il diritto di esproprio.
Nello stesso anno iniziarono i lavori e si raggiunse Chascomús, nel 1872 si raggiunse Dolores e si iniziarono le diramazioni per Las Flores, Tandil e Azul.
Nel 1863 il governo della provincia di Buenos Aires prese in carico la costituzione del citato Ferrocarril Oeste e proseguì l'ampliamento della linea, che raggiunse Luján nel 1864 e Chivilcoy nel 1866. 
Durante questo periodo si tentò di privatizzare la linea, senza successo.
Come risultato della estensione furono fortemente incrementati i trasporti di bestiame ovino (pecore) diretti verso il porto di Buenos Aires.
Intanto nel 1863 si iniziò la costruzione della Ferrovia Centrale Argentina (Ferrocaril Central Argentino), antenata del Mitre, tra Rosario e Córdoba; la linea fu completata nel 1870.
Nel 1870 erano già stati costruiti 722 km di linee. 
In questa fase iniziò lo sviluppo della rete dell'Ovest, della rete del Sud, della Centrale Argentina e delle Ande, antenata del San Martin.
Alla fine del 1880 si erano costruiti 2516 chilometri di ferrovie, di cui 1227 appartenenti allo Stato, 2516 al Ferrocarril Andino, 427 alla provincia di Buenos Aires ed il resto a varie imprese private.
Nel 1884 si ebbe il collegamento a Junín della linea che da Buenos Aires raggiungerà il Pacifico attraverso le Ande ed il territorio cileno, (anche nota come BAP), nel 1886 si installarono i Talleres Ferroviarios (cantieri ferroviari), che daranno lavoro a più di 4000 persone.
All'inizio degli anni ottanta (1880) si erano costruite linee per 9.397 km.
Iniziarono i collegamenti tra le capitali provinciali colleganti Córdoba a Tucumán, Salta e Jujuy; inoltre Villa María con Villa Mercedes, San Luis, Mendoza, San Juan, Santiago del Estero e Catamarca, e così via.
In origine il regime tariffario fu completamente libero. A partire dal 1889 si cominciò ad applicare un regime tariffario detto “regressivo”, che cioè rendeva maggiormente convenienti, in proporzione, i viaggi su lunghe distanze, e si fecero forti pressioni perché le linee fossero interconnesse.
Nel 1891 fu istituita la Ferrocarriles Nacionales, che aveva supervisione sul servizio ferroviario, sovrintendenza sulle tariffe e sulle relazioni delle ferrovie regionali e quelle statali centrali.
La rete ferroviaria era allora di 16.500 chilometri.
In questa epoca iniziò ad essere chiara la differenza tra la rete delle pampas e quella del resto del paese; le ferrovie delle pampas continuavano ad essere delle macchine producenti enormi utili, con grandi flussi di denaro ed affari, mentre le altre ferrovie erano solo ferrovie con ritorno a lunga scadenza, valide per lo sviluppo del paese.
La esplosiva crescita delle ferrovia fu parallela alla crescita economica del paese in quel periodo, che vedeva una congiuntura eccezionalmente positiva nella economia di esportazione diretta dei beni agro-pastorali in epoca precedente la seconda guerra mondiale e durante la stessa.
Con la fine della seconda guerra mondiale la crisi delle esportazioni si riflesse direttamente sui trasporti e sulla economia, segnando quindi la crisi del paese e delle ferrovie.

## Nazionalizzazione
Dal 1946 al 1948 tutte le linee ferroviarie argentine furono nazionalizzate sotto il controllo della Empresa de Ferrocarriles del Estado Argentino (EFEA, con nome Ferrocarriles Argentinos).
A partire dal 1976 iniziò una serie di interventi ormai non più dilazionabili tesi a ridurre ed eliminare i rami poco produttivi.
In contemporanea continuò la forte contrazione dei trasporti e degli introiti, che portò ad un grave deterioramento delle infrastrutture.

## Privatizzazione
Nel 1991 Ferrocarriles Argentinos fu smembrata per la completa cessione della rete in concessione a società private entro il 1992.
I servizi urbani furono raggruppati in una impresa pubblica, la FEMESA, per essere passati a consorzi privati.
Imprese pubbliche analoghe sono costituite nelle varie province.
Si sta tentando con le privatizzazioni ed alcuni mirati investimenti il miglioramento delle reti, soprattutto destinate al trasporto passeggeri, e alla decisione (2008) di procedere alla costruzione di reti ad alta velocità, che in alcuni casi ha trovato favore nel pubblico ed in altri contestazioni e polemiche.

## Componenti della rete
In seguito alla nazionalizzazione della prima presidenza Juan Domingo Perón la rete argentina si poteva considerare suddivisa in sei parti:
- Ferrocarril General Bartolomé Mitre
- Ferrocarril General Manuel Belgrano
- Ferrocarril General Roca
- Ferrocarril General San Martín
- Ferrocarril Domingo Faustino Sarmiento
- Ferrocarril General Urquiza

Nell'area metropolitana l'impresa Metrovías gestisce la tratta Federico Lacroze - General Lemos, totalmente elettrificata. 
La impresa TEA, (Trenes Especiales Argentinos) gestisce un servizio dal 2004 su lunga distanza tra Federico Lacroze e Posadas, capitale della provincia di Misiones. 
Nella provincia di Entre Ríos esiste un servizio gestito da América Latina Logística.
Altre:
- Tren Patagónico (provincia di Río Negro)
- Ferrocarriles en Chubut
- Ferrocarriles en Santa Cruz

Vi sono anche: 
- Tren de alta velocidad

È in costruzione una linea ad alta velocità che dovrebbe coprire il percorso tra Buenos Aires, Rosario e Córdoba.
- Linee turistiche
  - La Trochita
  - Tren de la Costa
  - Tren de las Nubes
  - Tren de las Sierras
  - Tren del Fin del Mundo

Reti minori:
- Tren Ecológico de la Selva
- Tren Histórico de Bariloche